# Leopold Grošelj
Leopold Grošelj, slovenski politik, * 13. avgust 1941, Zagorje ob Savi, † 19. september 2018.
Grošelj je bil kot član ZLSD poslanec 3. državnega zbora Republike Slovenije. Večkrat je bil izvoljen za župana Hrastnika.